# Joseph Baras
Joseph Baras (fl. XX secolo) è stato un tiratore a segno belga.
Partecipò alle Olimpiadi di Parigi 1900 in cinque differenti gare di tiro senza riuscire a conquistare alcuna medaglia.